# Cajetan Felder

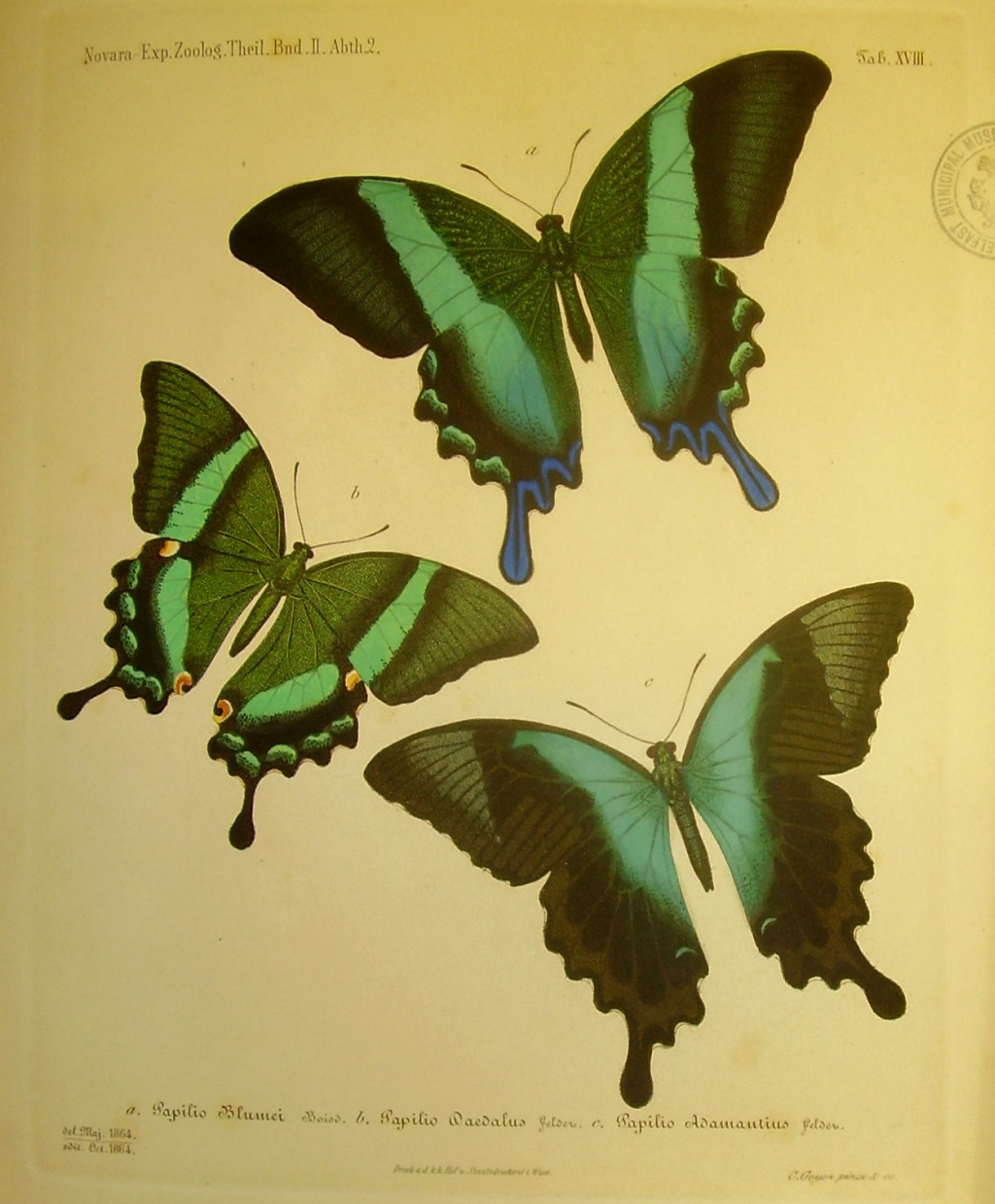
Tabule z Felderovy práce: Reise Fregatte Novara

Cajetan (od roku 1887 Freiherr von) Felder nebo Kajetan Felder (19. září 1814 Vídeň, Rakouské císařství – 30. listopadu 1894 Vídeň, Rakousko-Uhersko) byl rakouský právník, liberální politik a entomolog – především lepidopterolog a koleopterolog. Během svého života v letech 1868 až 1878 působil jako starosta Vídně.

## Životopis
Cajetan Felder se narodil v roce 1814 ve Vídni. Po skončení základního a středního vzdělání pokračoval ve studiu práv ve Vídni. Od roku 1848 působil jako samostatně pracující advokát ve Vídni. Byl zvolen do první okresní rady ve Vídni v roce 1848 a byl i starostou města v letech 1868–1878. Od roku 1861 se začal jako liberál věnovat politice ve Vídni. Od roku 1880 až do roku 1884 působil jako zemský maršálek Dolních Rakous. Svůj život popsal a zdokumentoval v autobiografii, která vyšla pod názvem: „Erinnerungen eines Wiener Bürgermeisters“. V roce 1987 byl založen Cajetan-Felder-Institut, který jako má za hlavní úkol shromáždit a zdokumentovat informace o životě a práci tohoto významného rakouského vědce a politika.

## Entomologické aktivity
V soukromí se Cajetan Felder zabýval sbíráním portrétů a přírodovědou. Během svého života podnikl několik vědecko-výzkumných cest, hlavně po západní Evropě, severní Africe a Blízkém východě. Ovládal 13 cizích jazyků. Sbíral hlavně motýly a brouky a sesbíral celosvětově významnou sbírku těchto dvou řad hmyzu. Napsal několik entomologických prací a spolupracoval s mnoha významnými entomology světa, např. s Aloisem Friedrichem Rogenhoferem (1831–1897). Entomologické veřejnosti je známá především jeho práce z expedice na lodi Novarra: Reise der österreichischen Fregatte Novara um die Erde in den Jahren 1857, 1858, 1859 unter den Behelfen des Commodore B. von Wüllkerstorf-Urbair.
Některé práce napsal i se svým synem Rudolfem Felderem.
Jeho sbírka brouků a motýlů dnes vytváří základ sbírky v muzeu v anglickém městě Tring.